# Guisy
Guisy és un municipi francès situat al departament del Pas de Calais i a la regió dels Alts de França. L'any 2007 tenia 305 habitants.

## Demografia

### Població
El 2007 la població de fet de Guisy era de 305 persones. Hi havia 116 famílies de les quals 21 eren unipersonals (21 dones vivint soles i 21 dones vivint soles), 41 parelles sense fills, 50 parelles amb fills i 4 famílies monoparentals amb fills.
La població ha evolucionat segons el següent gràfic:
Habitants censats

### Habitatges
El 2007 hi havia 129 habitatges, 114 eren l'habitatge principal de la família, 12 eren segones residències i 3 estaven desocupats. 128 eren cases i 1 era un apartament. Dels 114 habitatges principals, 97 estaven ocupats pels seus propietaris i 17 estaven llogats i ocupats pels llogaters; 2 tenien dues cambres, 10 en tenien tres, 23 en tenien quatre i 79 en tenien cinc o més. 93 habitatges disposaven pel capbaix d'una plaça de pàrquing. A 48 habitatges hi havia un automòbil i a 64 n'hi havia dos o més.

### Piràmide de població
La piràmide de població per edats i sexe el 2009 era:
| Homes | Edats   | Dones |
| ----- | ------- | ----- |
| 0     | 95 o +  | 0     |
| 4     | 90 a 94 | 0     |
| 0     | 85 a 89 | 4     |
| 0     | 80 a 84 | 4     |
| 4     | 75 a 79 | 0     |
| 0     | 70 a 74 | 0     |
| 8     | 65 a 69 | 8     |
| 20    | 60 a 64 | 12    |
| 8     | 55 a 59 | 4     |
| 12    | 50 a 54 | 12    |
| 4     | 45 a 49 | 8     |
| 4     | 40 a 44 | 4     |
| 20    | 35 a 39 | 4     |
| 8     | 30 a 34 | 12    |
| 8     | 25 a 29 | 12    |
| 16    | 20 a 24 | 4     |
| 4     | 15 a 19 | 4     |
| 12    | 10 a 14 | 4     |
| 8     | 5 a 9   | 12    |
| 0     | 0 a 4   | 16    |

## Economia
El 2007 la població en edat de treballar era de 205 persones, 149 eren actives i 56 eren inactives. De les 149 persones actives 139 estaven ocupades (66 homes i 73 dones) i 9 estaven aturades (4 homes i 5 dones). De les 56 persones inactives 19 estaven jubilades, 25 estaven estudiant i 12 estaven classificades com a «altres inactius».

### Ingressos
El 2009 a Guisy hi havia 107 unitats fiscals que integraven 291 persones, la mediana anual d'ingressos fiscals per persona era de 16.956 €.

### Activitats econòmiques
Dels 3 establiments que hi havia el 2007, 1 era d'una empresa de fabricació d'altres productes industrials i 2 d'empreses classificades com a «altres activitats de serveis».
L'únic servei als particulars que hi havia el 2009 era una perruqueria.

## Equipaments sanitaris i escolars
El 2009 hi havia una escola elemental integrada dins d'un grup escolar amb les comunes properes formant una escola dispersa.

## Poblacions properes
El següent diagrama mostra les poblacions més properes.